# 長崎県精神医療センター
長崎県精神医療センター（ながさきけんせいしんいりょうセンター）は、長崎県大村市に所在する長崎県病院企業団が設置運営する医療機関（病院）である。

## 沿革
- 1953年（昭和28年）12月 - 大村市久原郷に長崎県立東浦病院として開院。精神神経科専門病院として開設される（病床数100床）。
- 1985年（昭和60年）7月 - 現在地に新築移転し、長崎県立大村病院に改称。
- 2004年（平成16年）4月 - 長崎県立精神医療センターに改称。同時に病床数を306から173に削減。
  - 従来は長期入院患者（主にアルコール依存症による）と一般外来が多かったが、この時期から急性期と思春期の精神科治療に特化する方向で内部組織や病棟の再編、長期入院患者の転院・退院促進を行った[1]。
- 2007年（平成19年）4月 - 精神科救急医療センターを院内に開設。
- 2008年（平成20年）4月 - 医療観察法病棟を設置。
- 2009年（平成21年）4月 - 長崎県から長崎県病院企業団に経営委譲され、現在の名称となる。

## 診療科目
- 精神科
- 神経科

## 指定・認定
- 臨床研修指定病院
- 精神科応急入院指定病院
- 医療観察法に基づく指定通院医療機関及び指定入院医療機関

## 交通アクセス
- JR九州大村線大村駅下車、車で約10分。
- 長崎県営バス「精神医療センター」停留所下車。- 1990年4月より病院敷地内に乗り入れ、玄関前に発着している。
- 長崎県道37号大村貝津線沿い。